# Conophytum inornatum
Conophytum inornatum är en isörtsväxtart som beskrevs av Nicholas Edward Brown. Conophytum inornatum ingår i släktet Conophytum, och familjen isörtsväxter. Inga underarter finns listade i Catalogue of Life.